# Nebalia bipes
Nebalia bipes is een kreeftachtigensoort uit de familie van de Nebaliidae. De wetenschappelijke naam van de soort is voor het eerst geldig gepubliceerd in 1780 door Fabricius.

## Voorkomen
Bebalia bipes komt voor in de ondiepe wateren over de hele wereld. Men vindt hem voornamelijk in de getijzones onder stennen en op plekken waar veel organisch afval zich bevindt.